# Onthophagus sundanensis
Onthophagus sundanensis är en skalbaggsart som beskrevs av Lansberge 1883. Onthophagus sundanensis ingår i släktet Onthophagus och familjen bladhorningar. Inga underarter finns listade i Catalogue of Life.